# Boris Paiczadze
Boris Paiczadze (gruz.: ბორის პაიჭაძე, ros.: Борис Соломонович Пайчадзе; ur. 3 lutego 1915, zm. 9 października 1990 roku) – utytułowany gruziński piłkarz, napastnik, wieloletni zawodnik i kapitan Dinama Tbilisi, a potem, w latach 1953–1954, jego trener. Obecnie w Tbilisi znajduje się największy stadion w Gruzji nazwany jego imieniem.

## Gruzińska "Drużyna Marzeń"
W 1998 roku z inicjatywy gazety sportowej Sarbieli przeprowadzony został plebiscyt, którego celem było wyłonienie: najlepszego piłkarza, trenera oraz jedenastki gruzińskiego futbolu w XX wieku. Zwycięzcami plebiscytu zostali: Micheil Meschi (piłkarz) i Nodar Achalkaci (trener). W składzie „Drużyny Marzeń” znaleźli się: Sergo Kotrikadze (bramkarz), Rewaz Dzodzuaszwili, Aleksandre Cziwadze, Murtaz Churcilawa, Giwi Czocheli (obrońcy), Witalij Daraselia, Awtandil Gogoberidze, Dawit Kipiani (pomocnicy), Slawa Metreweli, Micheil Meschi i Boris Paiczadze (napastnicy).